# Pettinero
Pettinero  è un singolo del gruppo musicale Il Pagante, pubblicato il 1º febbraio 2014 ed estratto dall'album in studio Entro in pass.

## Descrizione
La pubblicazione del singolo avviene il 1º febbraio 2014 con il relativo videoclip il giorno successivo caricato sul canale ufficiale YouTube del gruppo musicale. Nel video ufficiale appare il critico d'arte Andrea Diprè e viene registrato nella discoteca Limelight di Milano. Inoltre, vi prende parte anche Nicole Vergani, partecipante al talent show Amici di Maria De Filippi durante il 2017. Nello stile della band, si prendono in giro le abitudini dei giovani milanesi. La clip è realizzata dal gruppo di videomakers Droppers. Il brano viene pubblicato per le case discografiche Il Pagante e TuneCore.
Il titolo della canzone, Pettinero, sta a significare colui che è vestito con un abbigliamento di classe.
Nello stesso mese della messa in commercio del brano vengono rese disponibili le t-shirt ufficiali del trio con la scritta omonima al singolo.
Durante il 2014, il gruppo si esibisce nella tournée Pettinero Il Pagante Tour per alcuni club italiani, così come nel 2017 con una serie di concerti chiamati Il Pagante Pettinero Edition, sempre in alcune discoteche del territorio.
Pettinero viene inserito nel primo album in studio del gruppo, Entro in pass. pubblicato il 16 settembre 2016 sotto etichetta Warner Music Italy, come traccia numero cinque. Sulle note di questo brano, nasce sempre nel 2016 la sigla della prima edizione del docu-reality di MTV Italia, Riccanza, cantata sempre dai membri de Il Pagante, ma con la modifica di alcuni versi rispetto all'originale, così come per le edizioni successive.

## Successo commerciale
Nel giorno della pubblicazione, il brano entra alla posizione numero 96 della Top Singoli, salendo la settimana successiva al numero 28, scendere poi alla 87 ed uscire dopo tre settimane. Nella settimana numero trentotto del 2016, viene certificato disco d'oro. La canzone viene riprodotta nelle discoteche del territorio italiano, con un successo tale da far firmare al gruppo un contratto con la Warner Music Italy.

## Tracce
1. Pettinero – 4:19 (Cremona, Panzera, Tomasi)

## Formazione

### Gruppo
- Roberta Branchini - voce
- Federica Napoli - voce
- Eddy Veerus - voce

### Produzione
- Merk & Kremont, Sissa - produzione

## Classifiche
| Classifica (2014) | Posizione massima |
| ----------------- | ----------------- |
| Italia            | 28                |